# بلاتنیتسه (ناحیه پلزن-شمالی)
بلاتنیتسه (به چکی: Blatnice) یک منطقهٔ مسکونی در جمهوری چک است که در ناحیه پلزن-شمالی واقع شده‌است. بلاتنیتسه ۴٫۱۲ کیلومتر مربع مساحت و ۷۳۱ نفر جمعیت دارد و ۳۶۰ متر بالاتر از سطح دریا واقع شده‌است.